# Polygonum dshawachischwilii
Polygonum dshawachischwilii là một loài thực vật có hoa trong họ Rau răm. Loài này được Charkev. miêu tả khoa học đầu tiên năm 1966.